# Avast Software

Logotipo da Avast desde 2021.

Avast Software s.r.o. (anteriormente denominava-se Alwil Software) é uma das maiores empresas de segurança da informática da Europa. Foi estabelecida em Abril de 1991 na cidade Praga, República Checa (na época Tchecoslováquia), com o nome Alwil Software, e desenvolve a família de antivírus Avast Antivirus, embora possua outros programas como Avast Browser Cleanup, Avast secure browser, Avast EasyPass, etc.
A empresa iniciou o desenvolvimento do antivírus Avast em 1988, sendo uma das pioneiras no mercado de segurança para computadores. O Avast é o produto bandeira da Alwil Software, sendo essa a razão pela mudança de nome para Avast Software a.s. , em janeiro de 2007.
Todos os produtos da linha Avast são completamente desenvolvidos em casa pela equipe da Alwil Software.
A Avast Software desenvolve produtos para várias plataformas incluindo U3, PDAs, desktops e servidores. Seus produtos estão constantemente sendo aprimorados para maior compatibilidade com hardware e software.

## História
A história da Avast Software tem início em 1988, quando o pesquisador checo Pavel Baudiš escreve um programa para remover o vírus Vienna Virus. Baudiš, então, mostra o programa para seu colega Eduard Kučera. Foi neste momento em que criaram, juntos, a ALWIL Software, que lança a primeira versão do software antivírus Avast Antivírus. Ora, em 1988 não era permitido que as organizações tivessem o status de empresa, tudo isso muda quando ocorre a independência da Checoslováquia da União Soviética. Ondrej Vlček junta-se a ALWIL em 1995 e cria o primeiro software antivírus para Windows 95. Em 2001, Kučera, baseado no princípio de que todos os usuários de computadores tinham o direito de ter um mínimo de proteção, cria a primeira versão free do antivírus, o atual avast! Free Antivírus. Em meados de 2011, o Avast já possuia 165 milhões de usuários registrados, com apenas 150 funcionários. Ao final de 2012, o aplicativo avast! Mobile Security atinge a melhor classificação de aplicativos de segurança na Play Store.
Em julho de 2016, a AVAST Software comprou o concorrente holandês AVG Technologies, por 1,3 bilhões de dólares.

## Reconhecimento
O laboratório independente ICSA Labs certificou o software Avast Antivirus como software antivírus de alta qualidade.

## Relacionamento com usuários
A empresa adota políticas de incentivo do seu software antivírus para a utilização em computadores pessoais.
Entre estes incentivos, estão a disponibilização de uma versão totalmente grátis para uso em computadores pessoais e também a preocupação em disponibilizar o seu software na linguagem nativa do usuário (por exemplo, o programa avast! Antivírus está disponível em 44 línguas, inclusive o Português).
Para usar o avast! Free Antivírus por 365 dias, o usuário só precisa ter uma conexão com a internet e fazer um cadastro no próprio programa avast! não sendo necessário entrar no site.
A licença gratuita pode ser revalidada a cada 1 ano.